# Élections générales britanniques de 2010 en Écosse
Des élections générales britanniques ont lieu le 6 mai 2010 pour élire la 55e législature du Parlement du Royaume-Uni. L'Écosse élit 59 des 650 députés.

## Résultats
| Partis | Partis                    | Voix      | Voix  | Voix       | Total des sièges | Total des sièges | Total des sièges |
| Partis | Partis                    | Votes     | %     | +/−        | Sièges           | +/−              |                  |
| ------ | ------------------------- | --------- | ----- | ---------- | ---------------- | ---------------- | ---------------- |
|        | Travailliste              | 1 035 528 | 42,0  | 2,5        | 41 / 59          | stagnation       |                  |
|        | Libéraux-démocrates       | 465 471   | 18,9  | 3,7        | 11 / 59          | stagnation       |                  |
|        | SNP                       | 491 386   | 19,9  | 2,3        | 6 / 59           | stagnation       |                  |
|        | Conservateur              | 412 855   | 16,7  | 0,9        | 1 / 59           | stagnation       |                  |
|        | UKIP                      | 17 223    | 0,7   | 0,3        | 0 / 59           | stagnation       |                  |
|        | Vert                      | 16 827    | 0,7   | 0,3        | 0 / 59           | stagnation       |                  |
|        | BNP                       | 8 910     | 0,4   | 0,3        | 0 / 59           | stagnation       |                  |
|        | TUSC                      | 3 530     | 0,1   |            | 0 / 59           |                  |                  |
|        | Parti socialiste écossais | 3 157     | 0,1   | 1,7        | 0 / 59           | stagnation       |                  |
|        | Parti chrétien            | 835       | 0,0   |            | 0 / 59           |                  |                  |
|        | Autres                    | 10 000    | 0,4   | 0,6        | 0 / 59           | stagnation       |                  |
| Total  | Total                     | 2 465 722 | 100,0 | stagnation | 59 / 59          | stagnation       |                  |

## Députés élus
| Circonscription                             | Député sortant | Député sortant      | Député élu | Député élu          |
| ------------------------------------------- | -------------- | ------------------- | ---------- | ------------------- |
| Aberdeen North                              |                | Frank Doran         |            | Frank Doran         |
| Aberdeen South                              |                | Anne Begg           |            | Anne Begg           |
| Airdrie & Shotts                            |                | John Reid           |            | Pamela Nash         |
| Angus                                       |                | Mike Weir           |            | Mike Weir           |
| Argyll and Bute                             |                | Alan Reid           |            | Alan Reid           |
| Ayr, Carrick and Cumnock                    |                | Sandra Osborne      |            | Sandra Osborne      |
| Banff and Buchan                            |                | Alex Salmond        |            | Eilidh Whiteford    |
| Berwickshire, Roxburgh and Selkirk          |                | Michael Moore       |            | Michael Moore       |
| Caithness, Sutherland and Easter Ross       |                | John Thurso         |            | John Thurso         |
| Central Ayrshire                            |                | Brian Donohoe       |            | Brian Donohoe       |
| Coatbridge, Chryston and Bellshill          |                | Tom Clarke          |            | Tom Clarke          |
| Cumbernauld, Kilsyth and Kirkintilloch East |                | Rosemary McKenna    |            | Gregg McClymont     |
| Dumfries and Galloway                       |                | Russell Brown       |            | Russell Brown       |
| Dumfriesshire, Clydesdale and Tweeddale     |                | David Mundell       |            | David Mundell       |
| Dundee East                                 |                | Stewart Hosie       |            | Stewart Hosie       |
| Dundee West                                 |                | Jim McGovern        |            | Jim McGovern        |
| Dunfermline and West Fife                   |                | Willie Rennie       |            | Thomas Docherty     |
| East Dunbartonshire                         |                | Jo Swinson          |            | Jo Swinson          |
| East Kilbride, Strathaven and Lesmahagow    |                | Adam Ingram         |            | Michael McCann      |
| East Lothian                                |                | Anne Picking        |            | Fiona O'Donnell     |
| East Renfrewshire                           |                | Jim Murphy          |            | Jim Murphy          |
| Edinburgh East                              |                | Gavin Strang        |            | Sheila Gilmore      |
| Edinburgh North and Leith                   |                | Mark Lazarowicz     |            | Mark Lazarowicz     |
| Edinburgh South                             |                | Nigel Griffiths     |            | Ian Murray          |
| Edinburgh South West                        |                | Alistair Darling    |            | Alistair Darling    |
| Edinburgh West                              |                | John Barrett        |            | Michael Crockart    |
| Falkirk                                     |                | Eric Joyce          |            | Eric Joyce          |
| Glasgow Central                             |                | Mohammad Sarwar     |            | Anas Sarwar         |
| Glasgow East                                |                | John Mason          |            | Margaret Curran     |
| Glasgow North                               |                | Ann McKechin        |            | Ann McKechin        |
| Glasgow North East                          |                | Willie Bain         |            | Willie Bain         |
| Glasgow North West                          |                | John Robertson      |            | John Robertson      |
| Glasgow South                               |                | Tom Harris          |            | Tom Harris          |
| Glasgow South West                          |                | Ian Davidson        |            | Ian Davidson        |
| Glenrothes                                  |                | Lindsay Roy         |            | Lindsay Roy         |
| Gordon                                      |                | Malcolm Bruce       |            | Malcolm Bruce       |
| Inverclyde                                  |                | David Cairns        |            | David Cairns        |
| Inverness, Nairn, Badenoch and Strathspey   |                | Danny Alexander     |            | Danny Alexander     |
| Kilmarnock and Loudoun                      |                | Des Browne          |            | Cathy Jamieson      |
| Kirkcaldy and Cowdenbeath                   |                | Gordon Brown        |            | Gordon Brown        |
| Lanark and Hamilton East                    |                | Jimmy Hood          |            | Jimmy Hood          |
| Linlithgow and East Falkirk                 |                | Michael Connarty    |            | Michael Connarty    |
| Livingston                                  |                | Jim Devine          |            | Graeme Morrice      |
| Midlothian                                  |                | David Hamilton      |            | David Hamilton      |
| Moray                                       |                | Angus Robertson     |            | Angus Robertson     |
| Motherwell and Wishaw                       |                | Frank Roy           |            | Frank Roy           |
| Na h-Eileanan an Iar                        |                | Angus MacNeil       |            | Angus MacNeil       |
| North Ayrshire and Arran                    |                | Katy Clark          |            | Katy Clark          |
| North East Fife                             |                | Menzies Campbell    |            | Menzies Campbell    |
| Ochil and South Perthshire                  |                | Gordon Banks        |            | Gordon Banks        |
| Orkney and Shetland                         |                | Alistair Carmichael |            | Alistair Carmichael |
| Paisley and Renfrewshire North              |                | James Sheridan      |            | James Sheridan      |
| Paisley and Renfrewshire South              |                | Douglas Alexander   |            | Douglas Alexander   |
| Perth and North Perthshire                  |                | Pete Wishart        |            | Pete Wishart        |
| Ross, Skye & Lochaber                       |                | Charles Kennedy     |            | Charles Kennedy     |
| Rutherglen and Hamilton West                |                | Thomas McAvoy       |            | Tom Greatrex        |
| Stirling                                    |                | Anne McGuire        |            | Anne McGuire        |
| West Aberdeenshire and Kincardine           |                | Robert Smith        |            | Robert Smith        |
| West Dunbartonshire                         |                | John McFall         |            | Gemma Doyle         |